# 杰弗里·尼斯
杰弗里·尼斯爵士，KC（英語：Sir Geoffrey Nice；1945年10月21日—）是一名英國大律師及前兼職法官。他曾在海牙國際法庭對塞爾維亞前總統斯洛博丹·米洛舍維奇的戰爭罪審判中擔任檢察官。
2009年至2012年，尼斯擔任英格蘭及威爾士大律師監管機構——大律師標準委員會（Bar Standards Board）的副主席。2017年，尼斯出版了《Justice for All and How to Achieve It》一書。2019年，在終止中國濫用器官移植國際聯盟（ETAC）設立的中國法庭審理的強摘器官一案中，他擔任法庭主席並在2019年6月17日宣佈中國政府罪名成立。2021年，他擔任維吾爾特別法庭主席，審查中國政府針對維吾爾族人民的人權侵犯證據。
2005年，尼斯獲坎特伯雷肯特大學授予榮譽法學博士學位。2021年，他獲白金漢大學授予榮譽法學博士學位。
2021年3月26日，中華人民共和國宣佈制裁英國9人及4個實體，尼斯是其中1人。

## 生活與職業生涯

### 早年生活
尼斯的家庭位於英國卡特福德，他曾就讀於聖鄧斯坦學院（St Dunstan's College），隨後進入牛津大學基布爾學院。他於1971年成為大律師，並於1990年獲任命為御用大律師。1984年至2014年間，他曾在倫敦中央刑事法院擔任兼職法官。尼斯於2007年獲封爵士。
2009年，他被任命為大律師標準委員會（Bar Standards Board）副主席。2012年，他接替迪奇女男爵（Baroness Deech），成為格雷沙姆學院法學教授。

### 政治生涯
在1983年和1987年的英國大選中，他代表社會民主黨參選多佛選區，但未能當選。

### 檢察官生涯
尼斯曾參與前南斯拉夫問題國際刑事法庭（ICTY）的工作。他是2002年對斯洛博丹·米洛舍維奇審判的首席檢察官，並在海牙推動檢方初步指控，試圖將前南斯拉夫發生的暴行與米洛舍維奇聯繫起來。他在此案的合約於2006年結束。
尼斯還曾負責波士尼亞克羅埃西亞人達里奧·科爾季奇（Dario Kordić）的ICTY案件，以及成功起訴戈蘭·耶利希奇（Goran Jelisić）。此外，他在國際刑事法院（ICC）也有積極參與，並為受害者群體提供無償法律援助。他的法律業務範圍涵蓋人權、公法及人身傷害案件。
2009年2月，他代表蘇丹總統奧馬爾·巴希爾辯護，試圖阻止ICC對巴希爾的起訴，但未能成功。ICC於次月對巴希爾發出逮捕令，指控其犯有戰爭罪和反人類罪。
2010年8月，記者朱迪絲·阿爾馬塔（Judith Armatta）出版了《逍遙法外的黃昏：斯洛博丹·米洛舍維奇的戰爭罪審判》（Twilight of Impunity: The War Crimes Trial of Slobodan Milosevic）。2010年12月，尼斯在倫敦書評上對該書進行了評論。在評論中，他批評了ICTY在米洛舍維奇審判中的一些決策。他還指控ICTY檢察官卡拉·德爾·龐特（Carla Del Ponte）曾與米洛舍維奇妥協，導致波士尼亞和黑塞哥維那在2007年2月對塞爾維亞的種族滅絕訴訟敗訴。

### 加薩—以色列
2015年，尼斯在格雷沙姆學院主持了一場關於加薩—以色列衝突的座談會，討論戰爭罪行是否可能發生。

### 中国法庭
2016年，受「中國濫用器官移植國際聯盟」（International Coalition to End Transplant Abuse in China）委託，成立了總部設於倫敦的中國法庭，尼斯担任主席，调查中共强摘器官案。2019年6月17日，法庭作出最終裁決，認定中共無可置疑地對中國維吾爾族穆斯林和法輪功學員犯下了反人類罪。裁決進一步指出：「在中國長期的強摘器官行為中，法輪功學員確實是器官來源之一，且極有可能是主要來源。」

### 維吾爾特別法庭
2021年，應世界維吾爾代表大會的邀請，尼斯擔任維吾爾特别法庭主席，負責審查有關中國政府對維吾爾族人持續侵犯人權的證據。該法庭于2021年12月9日裁定中華人民共和國政府对维吾尔族犯下了种族灭绝的罪行，包括习近平在内的中国高层领导对针对穆斯林少数民族的行为负有 "主要责任"。